# Fjälltjärnarna, Dalarna
Fjälltjärnarna är en sjö i Malung-Sälens kommun i Dalarna och ingår i Dalälvens huvudavrinningsområde.